# Samy Moussa
Pour les articles homonymes, voir Moussa.
Samy Moussa est un chef d'orchestre et compositeur né à Montréal le 1er juin 1984, vivant à Berlin.

## Biographie
Il a fait ses études à la faculté de musique de l'Université de Montréal et à la Hochschule für Musik und Theater München. Il étudie avec Pascal Dusapin, Matthias Pintscher, Brian Ferneyhough, Salvatore Sciarrino, Peter Eötvös, Kaija Saariaho, Magnus Lindberg et José Evangelista. Sa musique se caractérise par une grande clarté ainsi qu'une orchestration très raffinée et détaillée ce qui l'inscrit dans une certaine tradition française.
Samy Moussa est le premier directeur musical de l'Ensemble INDEX fondé en 2010 à Munich.
Il est invité à diriger plusieurs orchestres dont l'Orchestre symphonique de la MDR à Leipzig et  l'Ensemble Modern à Francfort-sur-le-Main. Sa musique est jouée par des interprètes tels que Kent Nagano, l'Orchestre symphonique de Montréal, l'Orchestre symphonique de Vancouver, l'Orchestre national de Lorraine et l'Orchestre national de Lyon qui va jouer en création mondiale le 14 avril 2023 son Concerto pour trombone. Le 18 septembre 2021, l'Orchestre Philharmonique de Vienne avec à sa tête Christian Thielemann ont donné en création mondiale à la Sagrada familia Elysium.

## Œuvres
- "L'autre frère" (2009), opéra
- Étude no 4 "Zodiakallicht" (2009) pour grand orchestre
- Étude no 3 "Gegenschein" (2009) pour grand orchestre
- Étude no 2 "Polarlicht" (2008) pour orchestre
- Étude no 1 (2008) pour orchestre
- "Rondeau" (2009) pour ensemble
- "Ruah" (2010) pour accordéon
- "A l'assaut des jardins" (2011) pour piano
- Préludes (2012) pour piano
- "Ahania's Lament" (2012) pour soprano et piano
- "Vastation" (2014), opéra
- "A Globe Itself Infolding" (2014) pour orgue et orchestre
- "Nocturne" (2014) pour orchestre
- "Crimson" (2015) pour grand orchestre
- Symphonie n°1 "Concordia" (2016-2017) pour grand orchestre
- "Orpheus" pour piano et orchestre (2017)
- Concerto pour quatuor à cordes et orchestre (2018)
- Concerto pour violon et orchestre "Adrano" (2019)
- "Elysium" pour orchestre (2021)
- Symphonie n°2 pour orchestre (2022)
- Concerto pour trombone et orchestre (2023)